# Кріхана
Кріхана (рум. Crihana) — село в Оргіївському районі Молдови. Адміністративний центр однойменної комуни, до складу якої також входять села Кукурузеній-де-Сус та Сірота.

## Населення
За даними перепису населення 2004 року у селі проживали 250 осіб.
Національний склад населення села:
| Національність       | Кількість осіб | Відсоток |
| -------------------- | -------------- | -------- |
| молдавани            | 248            | 99,2%    |
| українці             | 1              | 0,4%     |
| інша / без відповіді | 1              | 0,4%     |
| Всього               | 250            | 100%     |